# Poble Vell de Corbera d'Ebre
El Poble Vell fou l'antiga ubicació de Corbera d'Ebre (Terra Alta). El conjunt està agrupat a l'entorn de l'església parroquial de Sant Pere, completament destruït durant la batalla de l'Ebre a la Guerra Civil espanyola. S'estén sobre un tossal de 337 metres d'altitud, el turó de la Muntera, a la vora de la serra de Cavalls i de la de Pàndols. Les ruïnes de Corbera van ser declarades bé cultural d'interès nacional, el 1992, per la Generalitat de Catalunya i constitueixen un monument a la Pau.

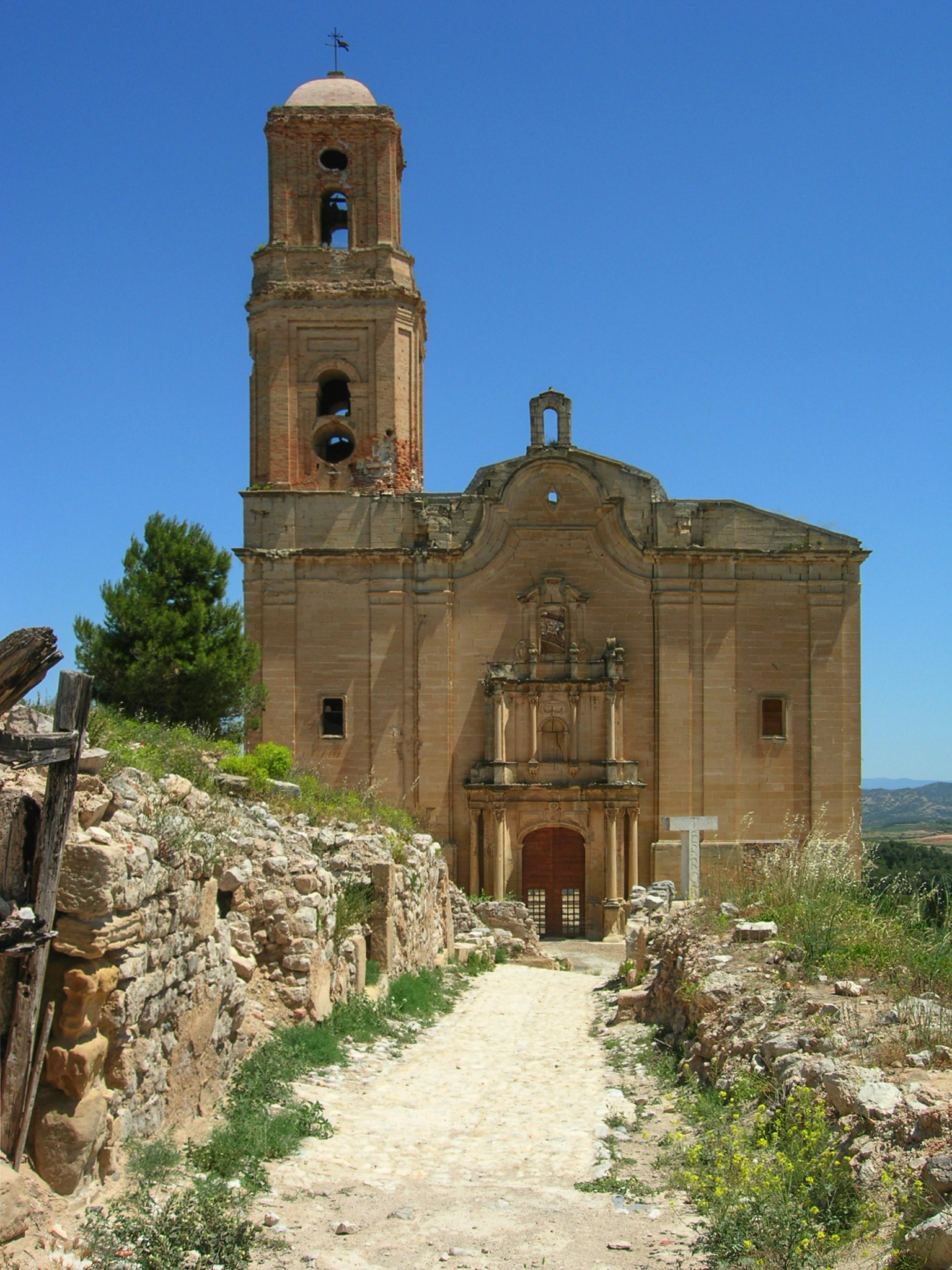
Església de Sant Pere

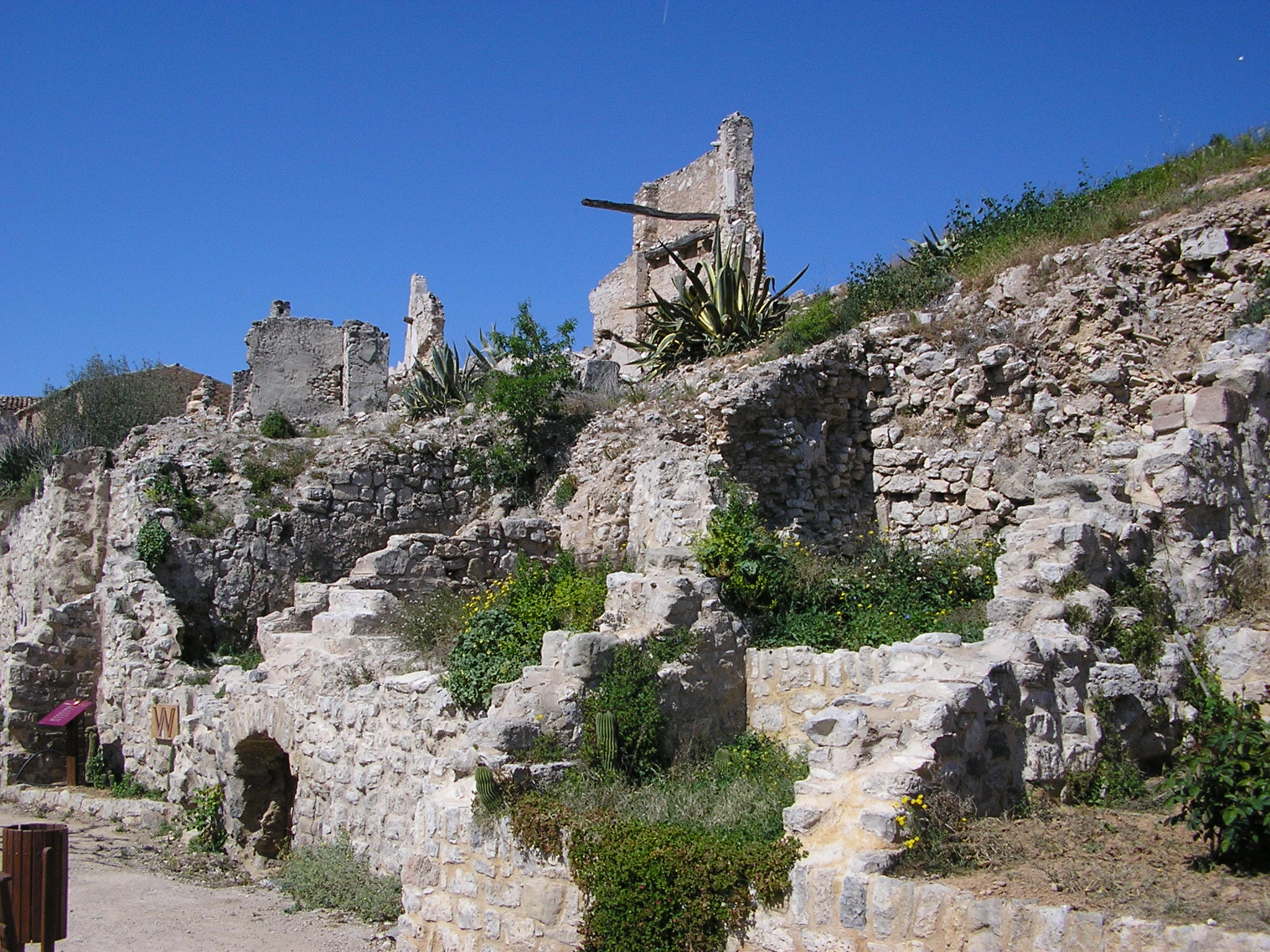
Vista parcial del Poble Vell

El nucli vell de Corbera d'Ebre forma un conjunt a part de la nova població, damunt d'una petita elevació de terreny. És format per pocs carrers amb cases ensorrades de maçoneria i teules, algunes de les quals serveixen per tancar el bestiar. S'hi conserven alguns portals adovellats de mig punt, alguns arcs medievals aprofitats, algun porxo i panys de carreus amb mènsules motllurades. Ja fora del petit nucli, destaca l'església vella de Sant Pere, d'estil neoclàssic, actualment també en runes. És un edifici fet amb carreus ben tallats, de planta basilical amb nau central, i dues de laterals, de quatre trams i absis, que no sobresurten a l'exterior. Les voltes (desaparegudes) eren d'aresta i en algun lloc amb cúpula o mitges cúpules. La façana principal és dividida verticalment en tres tossos, emmarcats per pilastres adossades. Sobre el cos lateral de l'esquerra s'alça el campanar, de planta quadrangular, de dos pisos d'alçada. El cos central, acabat en frontó mixtilini, conté la porta d'accés, de tres nivells d'alçada. El coronament de la façana.
L'edifici de l'església neoclàssica (que sembla que en substituí un altre de romànic) es comença a construir a finals del segle xviii i no s'acabà fins entrat el segle xix. Durant la guerra civil no es destruí del tot, però en quedar abandonada (se'n construí una de nova dins el nou nucli de Corbera bastit després de la guerra) sofrí espoliacions i s'anà enrunant.

## Història
L'any 1153, està documentat per primera vegada el "castrum" de Corbera en la donació del castell de Miravet.
El poble vell de Corbera d'Ebre quedà completament destruït l'any 1938, durant la cruenta batalla de l'Ebre, a la guerra civil espanyola.
Des del 1995 és una mena de museu a l'aire lliure amb una exposició permanent d'escultures inspirades en les lletres de l'abecedari —«Abecedari de la Llibertat»— 28 en total repartides per diferents racons, de vint-i-cinc artistes diferents fetes amb les més diverses tècniques i materials. Representen l'efecte de les guerres, així com advocar per la pau mundial: la simbolització de la fraternitat. Davant de l'església, a la plaça, s'aixeca la «Bota», obra de Joan Brossa; (1988). L'any 2000, va ser erigit el «Monument a les Brigades Internacionals», obra de José Luis Terraza, de ferro i pedra.
L'any 2011 s'enllestí la tercera (i per ara la darrera) fase de rehabilitació de l'església de Sant Pere, el símbol del Poble Vell, barroca amb un campanar de base quadrangular i tres cossos, i molt malmesa a causa de la batalla de l'Ebre.
Finalment l'abril de 2018 s'inaugurava un relleu, obra de l'escultora Mar Hernàndez Pongiluppi (Barcelona, 1984), que recorda al comandant Robert Hale Merriman i al batalló A. Lincoln.